# Chianti (regió)
|  | Aquest article tracta sobre la regió del Chianti a la Toscana. Si cerqueu el vi italià, vegeu «Chianti». |

La regió de Chianti, a Itàlia coneguda com a Monti del Chianti ("muntanyes de Chianti") o Colline del Chianti ("turons de Chianti"), és una zona muntanyosa de la Toscana a les províncies de Florència, Siena i Arezzo, composta principalment per turons i muntanyes. És coneguda pel vi del mateix nom produït a la regió, el Chianti.

## Història

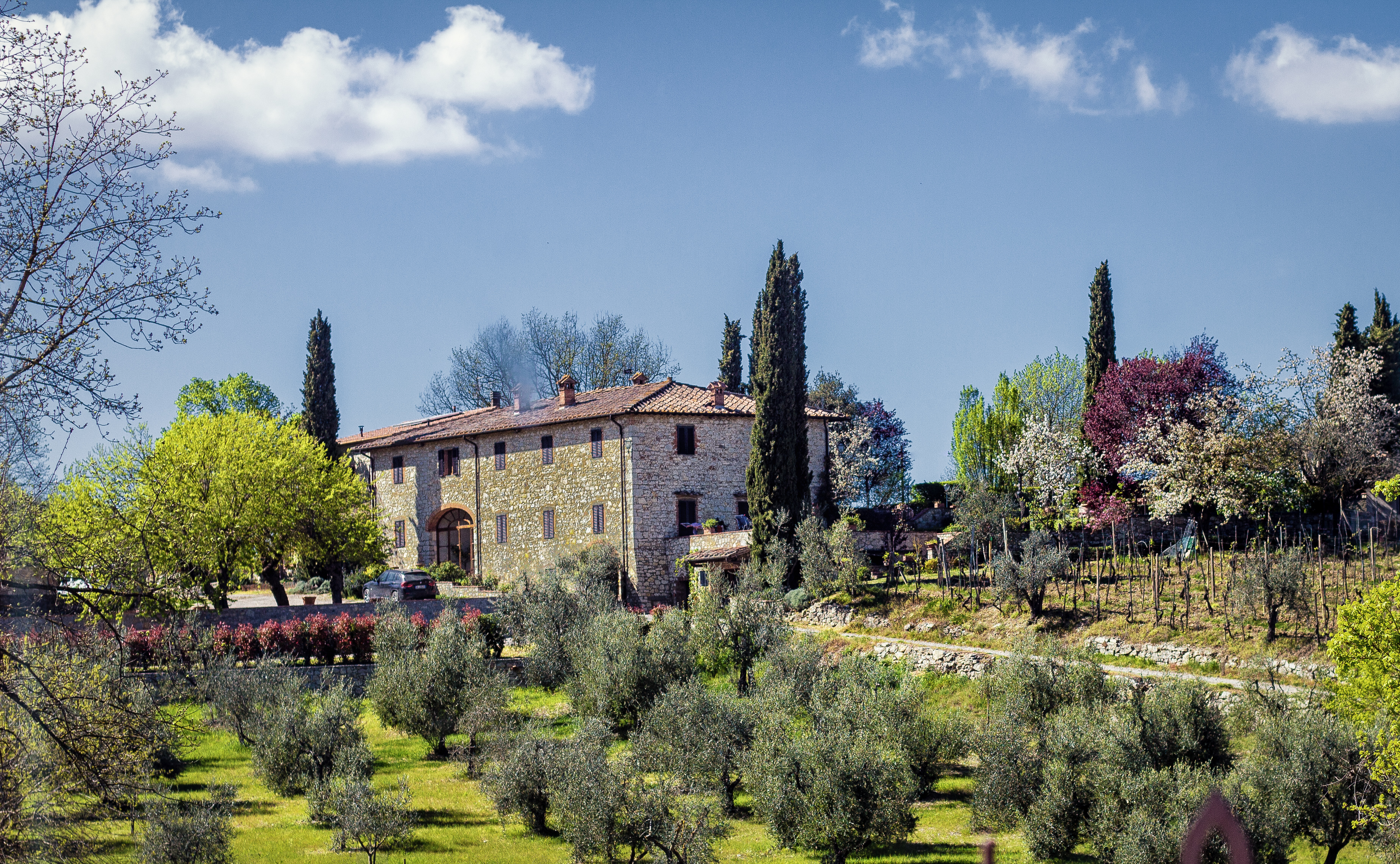
Poggio Amorelli, un celler típic de la regió de Chianti.

El territori de Chianti estava inicialment limitat, al segle XIII, pels municipis de Gaiole in Chianti, Radda in Chianti i Castellina in Chianti i així es va definir la "Lliga de Chianti" (Lega di Chianti).
Cosme III de Mèdici, Gran Duc de Toscana, fins i tot va decidir el 1716 emetre un edicte en el qual reconeixia oficialment els límits de la regió del Chianti, que va ser el primer document legal del món per definir una zona de producció de vi.

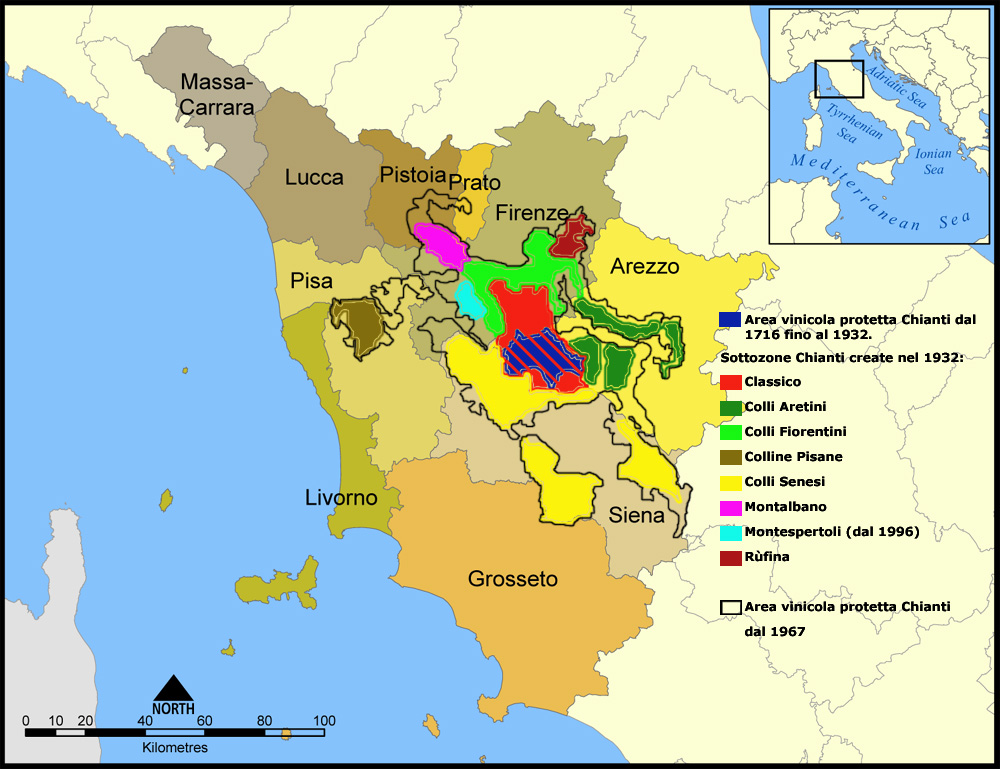
Mapa de la regió de Chianti

Els pobles de Chianti es caracteritzen sovint per esglésies romàniques i castells medievals fortificats, signes de les antigues guerres entre Siena i Florència o com Monteriggioni, un poble fortificat al nord de Siena, a l'antiga Via Càssia que condueix a Florència.
El 1932, la denominació de vi especificava els límits de producció de Chianti Classico, que és un DOCG (en italià Denominazione di Origine Controllata e Garantita, regit per la normativa italiana).